# Movimiento de Independencia del Tíbet

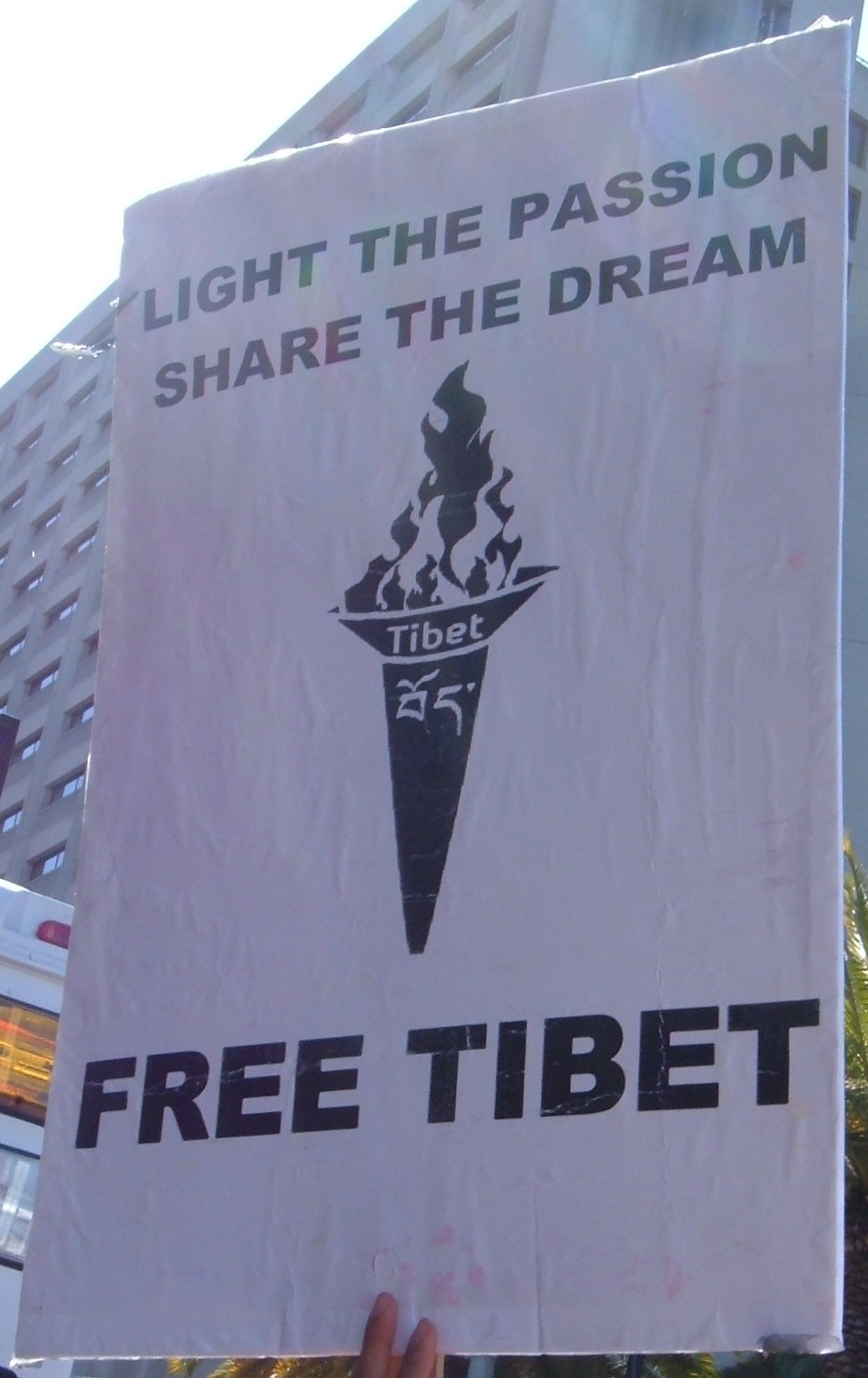
Cartel.

El movimiento por la independencia del Tíbet persigue la separación política del Tíbet de la República Popular de China. Está liderado principalmente por la diáspora tibetana en países como la India y los Estados Unidos, así como por celebridades y budistas tibetanos en los Estados Unidos y Europa. Sin embargo, el movimiento no es apoyado por el 14.º dalái lama, quien a pesar de haberlo defendido desde 1961 hasta finales de 1970, propuso una especie de autonomía de alto nivel en un discurso en Estrasburgo en 1988, y desde entonces ha restringido su posición a cualquier autonomía para el pueblo tibetano en la Región Autónoma del Tíbet dentro de China, o por la autonomía de extender también a las zonas de las provincias chinas vecinas habitadas por tibetanos.